# Rubén Maldonado Cárdenas

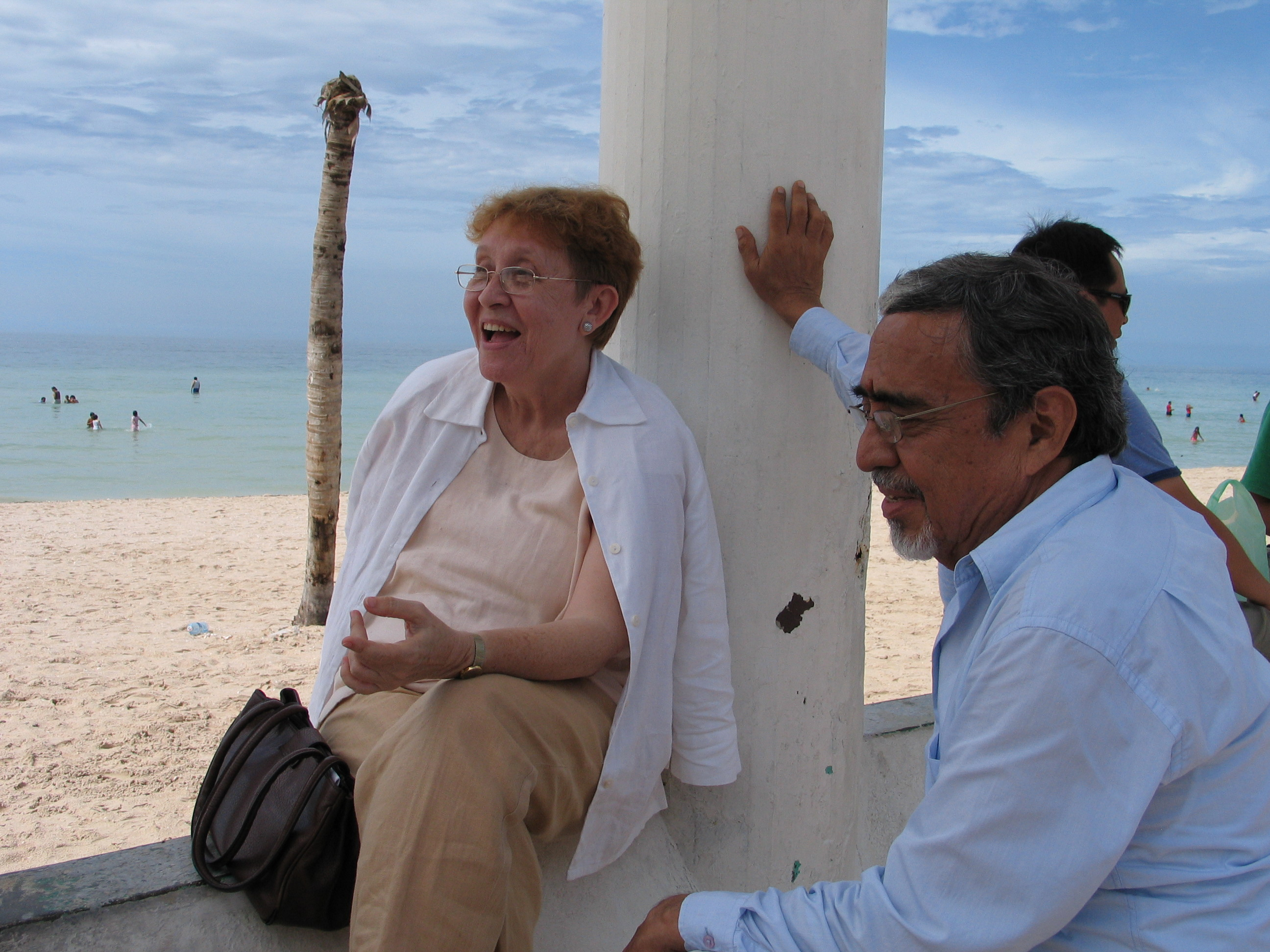
Rubén Maldonado con su esposa Beatriz Repetto en 2006, en Progreso de Castro.

Rubén Maldonado Cárdenas (Jojutla de Juárez, 15 de septiembre de 1935 - Mérida, 12 de octubre de 2024) fue un profesor, pintor y arqueólogo mexicano. Dirigió el Centro INAH Yucatán de 1986 a 1989, y fue docente en la Facultad de Ciencias Antropológicas de la Universidad Autónoma de Yucatán.

## Datos biográficos
En 1952 ingresó en la Escuela Nacional de Artes Plásticas, Antigua Academia San Carlos, en la Ciudad de México. Era una época de grandes transformaciones en el mundo de la pintura, influida por las nuevas corrientes pictóricas que llegaban a México desde Europa y Estados Unidos. El centro académico ponía especial énfasis en dar a conocer al alumnado la historia y raíces de México, el paisaje nacional, las escenas rurales y los problemas sociales; para ellos se realizaban prácticas al aire libre que permitieron al joven estudiante visitar Michoacán, Oaxaca, el estado de México, Veracruz y Yucatán, entre otros lugares.
Al concluir los estudios de pintura, se dedicó a la docencia durante una década, impartiendo clases de dibujo en algunas escuelas. Al mismo tiempo, participó en exposiciones colectivas e individuales. Su objetivo era poder vivir de la pintura pero pronto entendió que ello no era posible. Ante este estado de cosas, en 1963 se matriculó en la Escuela Nacional de Antropología e Historia (ENAH). En la ENAH tuvo la oportunidad de aprender con algunos de destacados profesores: Wigberto Jiménez Moreno, José Luis Lorenzo, Ángel Palerm, Pedro Bosch, Paul Kirchhoff, Román Piña Chan, Johanna Faulhaber y Arturo Romano.
En 1967, se incorporó al equipo de trabajo del arqueólogo Román Piña Chan, en la Zona Arqueológica de Cuicuilco, en la Ciudad de México. En 1968, ingresó al INAH, en el Departamento de Prehistoria y Monumentos Prehispánicos (DPMP), donde realizó diversas intervenciones, de 1974 a 1976, entre las que destaca su labor en el salvamento de la Zona Arqueológica de Santa Cruz Tlapacoya, en el estado de México (1969-1970). Allí Maldonado Cárdenas encontró una figurilla considerada la más antigua de Mesoamérica.
En 1977, Alfredo Barrera Vásquez, fundador de la Escuela de Antropología de la UADY, le invitó a formar parte del cuerpo docente. Colaboró en ella durante 37 años, impartiendo asignaturas como Fuentes para la
Etnohistoria, Métodos y Técnicas de Excavación Arqueológica, así como Dibujo para Arqueólogos. En Mérida contrajo matrimonio con la también profesora Beatriz Repetto Tío.
Fue director del Centro INAH Yucatán, 1986 a 1989. En esos años, en convenio con el gobierno estatal se crearon los paradores de servicios turísticos en las zonas arqueológicas de Chichen Itzá, Uxmal y Dzibilchaltún. Asimismo, se abrió al público la Zona Arqueológica de Ek Balam. Como investigador en este centro, participó en un salvamento arqueológico en Chuburná de Hidalgo, Mérida (1977); en la restauración del Juego de Pelota de Uxmal (1977-1978), y en la recuperación de la gran plaza central de Dzibilchaltún, con motivo de la construcción del Museo del Pueblo Maya Dzibilchaltún. Falleció a los 89 años de edad.

## Obra
Fue autor de numerosos artículos científicos y técnicos relacionados con la cultura maya, entre ellos:
- "Rescate arqueológico en San Antonio Tehuitz, Yucatán". En colaboración con Thelma Sierra Sosa, Beatriz Quintal Suaste, Leticia Vargas de la Peña. Boletín de la Escuela de Ciencias Antropológicas de la Universidad de Yucatán, ISSN 0185-1624, N.º 104-105, 1990, págs. 67-88.
- "Las pinturas de Sodzil, Yucatán, México". Revista española de antropología americana, ISSN 0556-6533, Nº 23, 1993, págs. 101-112.
- Estudios de patrón de asentamiento en Dzibilchaltun en las últimas dos décadas, en colaboración con Ángel Góngora y Susana Echeverría. [5]
- "La conservación del patrimonio arqueológico en las tierras bajas del área maya", en colaboración con Beatriz Repetto Tío, en Espacios sagrados: arquitectura maya en la obra de Teoberto Maler, coord. por María Luisa Vázquez de Ágredos-Pascual, 2002, ISBN 84-370-5435-4, págs. 140-151.
- "Los caminos prehistóricos de Yucatán", Arqueología Mexicana, ISSN 0188-8218, Vol. 14, N.º 81, 2006 (Ejemplar dedicado a: Rutas y caminos en el México prehispánico), pp. 43-47.[6]
- "El cenote Xlacah. Dzibilchaltún, Yucatán". Arqueología mexicana, ISSN 0188-8218, Vol. 14, N.º 83 (en.-feb.), 2007 (Ejemplar dedicado a: Cenotes en el área maya), págs. 46-49.
- "Intervenciones recientes en dos edificios monumentales en Dzibilchaltún (Yucatán)", en colaboración con Ángel Góngora Salas. Arqueología mexicana, ISSN 0188-8218, Vol. 29, N.º 172 (en), 2022 (Ejemplar dedicado a: Los mayas: nuevos datos, nuevas interpretaciones), págs. 50-55.